# Liste der Naturdenkmale in Spangenberg
Die Liste der Naturdenkmale in Spangenberg nennt die im Gebiet der Stadt Spangenberg im Schwalm-Eder-Kreis in Hessen gelegenen Naturdenkmale.
| Bild                          | Bezeichnung                 | Ortsteil, Lage                                      | Beschreibung                                                     | Art                    | Nr.     |
| ----------------------------- | --------------------------- | --------------------------------------------------- | ---------------------------------------------------------------- | ---------------------- | ------- |
| BW                            | 3 Hutebuchen                | Spangenberg 51° 6′ 58,1″ N, 9° 42′ 7,7″ O           | Im Eichgarten                                                    | Buche                  | 634.500 |
| Fotos hochladen               | 1 Linde                     | Spangenberg 51° 7′ 9″ N, 9° 39′ 38,8″ O             | auf der Bastion vor dem Schloss Spangenberg                      | Linde                  | 634.504 |
| BW                            | 1 Linde (Dorflinde)         | Bischofferode 51° 7′ 22,4″ N, 9° 45′ 33,2″ O        | neben der Kirche                                                 | Linde                  | 634.507 |
| BW                            | Erdfalltrichter             | Herlefeld 51° 5′ 3,6″ N, 9° 46′ 18,7″ O             | (Fläche: 0,2000 ha). Östlich des Holzabfuhrweges vom „Holzkopf“. | Flächenhaftes ND       | 634.509 |
| BW                            | Erdfalltrichter             | Herlefeld 51° 5′ 8,5″ N, 9° 46′ 16,8″ O             | (Fläche: 0,1000 ha). Östlich des Holzabfuhrweges vom „Holzkopf“. | Flächenhaftes ND       | 634.510 |
| BW                            | 7 Eichen                    | Schnellrode 51° 8′ 44,5″ N, 9° 41′ 28,2″ O          | auf der Gemeindehute                                             | Eiche                  | 634.511 |
| BW                            | 1 Hainbuche                 | Vockerode-Dinkelberg 51° 7′ 58,3″ N, 9° 43′ 4,7″ O  | 350 m südöstlich des Friedhofs                                   | Hainbuche              | 634.512 |
| Fotos hochladen               | 1 Linde                     | Spangenberg 51° 7′ 2,7″ N, 9° 40′ 4,9″ O            | Burgsitz                                                         | Linde                  | 634.514 |
| BW                            | 2 Hängeeschen               | Spangenberg 51° 6′ 52,4″ N, 9° 39′ 55,5″ O          | Wäscheborn                                                       | Hängeesche             | 634.515 |
| BW                            | 1 Spitzahorn, 2 Hängeeschen | Spangenberg 51° 6′ 58,3″ N, 9° 39′ 36,5″ O          | Hospitalpark mit Ehrenmal                                        | Spitzahorn, Hängeesche | 634.516 |
| BW                            | 1 Sommerlinde 10-stämmig    | Mörshausen 51° 6′ 43,3″ N, 9° 37′ 1,1″ O            |                                                                  | Sommerlinde            | 634.517 |
| mehr Fotos \| Fotos hochladen | 1 Winterlinde               | Vockerode-Dinkelberg 51° 8′ 19,6″ N, 9° 43′ 13,2″ O | Vor dem Kirchenportal in Vockerode-Dinkelberg.                   | Tilia cordata          | 634.518 |

## Belege
1. ↑  Anlage: Tabelle 3 - Naturdenkmale im Schwalm-Eder-Kreis. (PDF; 7,45 MB) der 2. Verordnung zur Änderung der Verordnung zum Schutze der Naturdenkmale im Schwalm-Eder-Kreis vom 28. 04. 1986, zuletzt geändert durch Verordnung vom 8. Mai 2007. Der Kreisausschuss des Schwalm-Eder-Kreises, 17. Dezember 2008, S. 30, abgerufen am 7. Februar 2017.

- Karte mit allen Koordinaten:
- OSM |
- WikiMap